# Pecos River Bridge
Ne doit pas être confondu avec Pecos River High Bridge.
Le Pecos River Bridge est un pont routier américain franchissant la Pecos dans le comté de Val Verde, au Texas. Ce pont en treillis livré en 1957 est emprunté par l'U.S. Route 90.